# Municipio de Van Buren (condado de Pulaski)
El municipio de Van Buren (en inglés: Van Buren Township) es un municipio ubicado en el condado de Pulaski en el estado estadounidense de Indiana. En el año 2010 tenía una población de 911 habitantes y una densidad poblacional de 9,69 personas por km².

## Geografía
El municipio de Van Buren se encuentra ubicado en las coordenadas 40°57′13″N 86°31′33″O / 40.95361, -86.52583. Según la Oficina del Censo de los Estados Unidos, el municipio tiene una superficie total de 93.97 km², de la cual 93,97 km² corresponden a tierra firme y (0 %) 0 km² es agua.

## Demografía
Según el censo de 2010, había 911 personas residiendo en el municipio de Van Buren. La densidad de población era de 9,69 hab./km². De los 911 habitantes, el municipio de Van Buren estaba compuesto por el 98,57 % blancos, el 0,22 % eran afroamericanos, el 0,33 % eran asiáticos, el 0,22 % eran de otras razas y el 0,66 % eran de una mezcla de razas. Del total de la población el 1,32 % eran hispanos o latinos de cualquier raza.